# Мухаммад бін Заїд Аль Нагаян
Шейх Мохамед бін Заїд бін Султан Аль Нагаян (араб. محمد بن زايد بن سلطان آل نهيان; нар. (11 березня 1961 , Ель-Айн, Протекторат Великої Британії )), у розмовній мові відомий під ініціалами MBZ — президент ОАЕ, правитель Абу-Дабі та заступник верховного головнокомандувача Збройних сил Об'єднаних Арабських Еміратів. Він розглядається як головний ініціатор інтервенційної зовнішньої політики ОАЕ і є лідером кампанії проти ісламістських рухів в арабському світі.
У січні 2014 року, коли його зведений брат Халіфа, президент ОАЕ і шейх Абу-Дабі, переніс інсульт, Мохамед бін Заїд Аль Нагаян став фактичним правителем Абу-Дабі, контролюючи майже всі аспекти політики ОАЕ. Мохамеду бін Заїду було довірено більшість повсякденних рішень емірату Абу-Дабі як наслідного принца Абу-Дабі. Вчені характеризують Мохамеда бін Заїда як лідера авторитарного режиму. У 2019 році New York Times назвала його наймогутнішим арабським правителем і одним з наймогутніших людей на Землі. Журнал TIME також назвав його одним із 100 найвпливовіших людей 2019 року. 13 травня 2022 року він став правителем Абу-Дабі і наступного дня був обраний президентом Об'єднаних Арабських Еміратів.
У 2023 році найбагатшою родиною у світі за версією агентства Bloomberg стала правляча династія ОАЕ Аль Нахайян зі статками $305 мільярдів.

## Раннє життя
Мохамед бін Заїд народився в Аль-Айні 11 березня 1961 року в тодішніх державах мирного права. Він є третім сином Заїда бін Султана Аль Нагаяна, першого президента Об'єднаних Арабських Еміратів і правителя Абу-Дабі, і його третьої дружини Шейхи Фатіми бінт Мубарака Аль Кетбі. Брати Мохамеда: Хамдан, Хазза, Саїд, Іса, Нагаян, Саїф, Тахнун, Мансур, Фалах, Діаб, Омар і Халід (а також четверо померлих братів; Халіфа бін Заїд, Султан, Насер і Ахмед). Крім них, у нього є кілька сестер. У нього є п'ять молодших повноправних братів: Хамдан, Хазза, Тахнун, Мансур і Абдулла. Їх називають Бані Фатіми або синами Фатіми.
Аль-Нахаян навчання в Королівській академії в Рабаті до 10 років, де був однокласником короля Марокко Мухаммеда VI. Його батько шейх Заїд відправив його до Марокко, маючи намір, дисциплінувати свого сина. Він дав йому паспорт з іншим прізвищем, щоб не поводилися з ним як з королівською особою. Аль Нагаян кілька місяців працював офіціантом у місцевому ресторані. Він сам готував собі їжу і прав свою білизну, і часто був самотнім. Аль Нагаян описав своє тодішнє життя, сказавши: «У холодильнику була б миска табуле, і я їв би з неї день за днем, поки зверху не утворився якийсь грибок».
Подальшу освіту він здобув у школах в Аль-Айні, Абу-Дабі та влітку в Гордонстоуні до 18-річного віку. В Еміратах його батько шейх Заїд поставив відповідальним за навчання сина шанованого єгипетського ісламського вченого з Братів-мусульман на ім'я Ізедін Ібрагім. У 1979 році він вступив до Королівської військової академії Сандгерст, яку закінчив у квітні 1979 року. Під час перебування в Сандгерсті він пройшов базовий курс піхотинця, фундаментальний курс польотів, курс парашутиста та навчання на тактичних літаках і вертольотах, включаючи ескадрилью «Газель». Під час свого перебування в Сандгерсті він познайомився і подружився з Аль-Султаном Абдуллою, який згодом стане королем Малайзії. Вони обидва були офіцерськими курсантами Королівської військової академії Сандхерст.
У 1980-х роках, будучи молодим військовим на відпочинку в Танзанії, він познайомився з народом масаї і побачив їхні звичаї та масштаби бідності в країні. Після повернення він пішов до свого батька Шейха Заїда. Батько запитав його, що він зробив, щоб допомогти людям, з якими зіткнувся. Аль Нагаян знизав плечима і сказав, що люди, яких він зустрів, не були мусульманами. Аль Нагаян сказав: «Він схопив мене за руку і дуже різко подивився мені в очі. Він сказав: „Ми всі Божі створіння“.»
Потім він повернувся додому до ОАЕ, щоб приєднатися до курсу підготовки офіцерів у Шарджі. Він обіймав ряд ролей у військових ОАЕ, від офіцера в гвардії Амірі (тепер називається президентською гвардією) до пілота в ВПС ОАЕ.

## Політична кар'єра

### Емірат Абу-Дабі

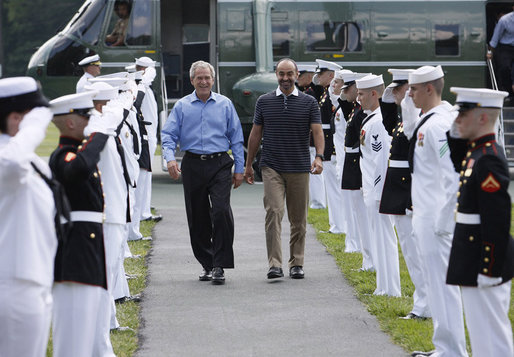
Аль Нагаян та Джордж Буш -молодший у Кемп-Девіді

У листопаді 2003 року його батько шейх Заїд бін Султан призначив шейха Мохамеда заступником наслідного принца Абу-Дабі. Після смерті свого батька шейх Мохамед став наслідним принцом Абу-Дабі в листопаді 2004 року, а в січні 2005 року був призначений заступником верховного головнокомандувача збройними силами ОАЕ. Пізніше того ж місяця йому присвоїли звання генерала. З грудня 2004 року він також є головою виконавчої ради Абу-Дабі, яка відповідає за розвиток та планування Емірату Абу-Дабі та є членом Вищої нафтової ради. Він також був спеціальним радником президента ОАЕ Халіфи бін Заїда Аль-Нагаяна, його старшого брата.
Через погане здоров'я свого брата, шейха Халіфи бін Заїда, який був президентом ОАЕ, Аль Нагаян став фактичним правителем Абу-Дабі і відповідав за прийом іноземних високопоставлених осіб у столичному районі Об'єднаних Арабських Еміратів. в місті Абу-Дабі.
13 травня 2022 року він став правителем Абу-Дабі після смерті свого брата Халіфи. 14 травня 2022 року Мохаммеда Бінь Заєд аль Нагаяна обрано президентом Об'єднаних Арабських Еміратів

### Зовнішня політика ОАЕ

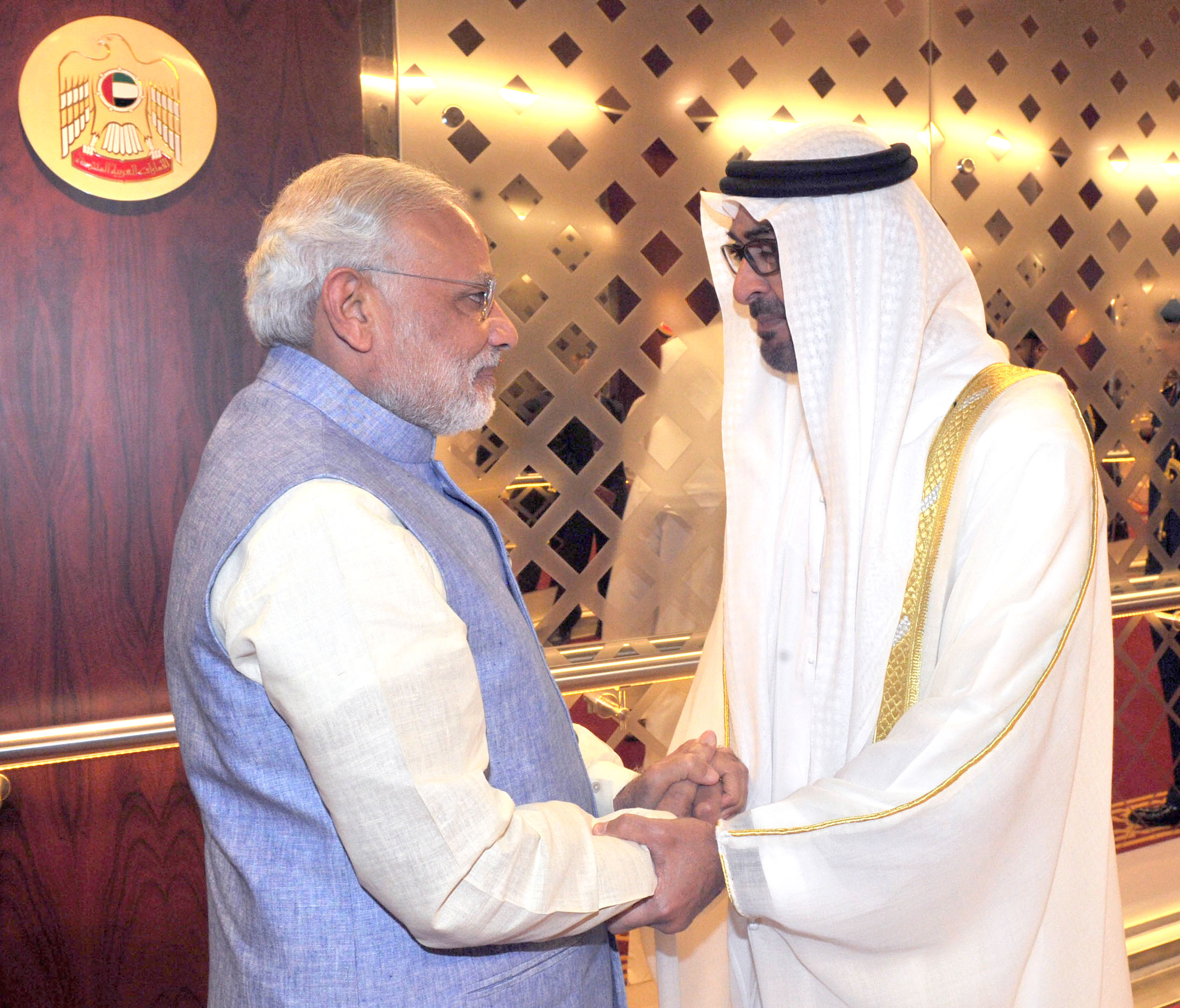
Прем'єр-міністр Індії Нарендра Моді приймає шейх Мохамед в Абу-Дабі

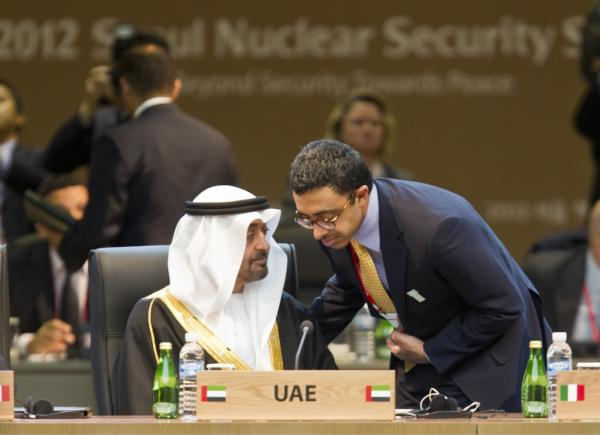
Шейх Мохамед представляє Об'єднані Арабські Емірати в NSS 2012

У 2018 році Мохаммед Бінь Заєд аль Нагаян їздив до Ефіопії, щоб зустрітися з прем'єр-міністром Абієм Ахмедом перед першим внеском в розмірі 3 мільярдів доларів США Ефіопії, призначеної для подолання дефіциту іноземної валюти. ОАЕ за підтримки та ініціативи Аль-Нагаяна зібрали кошти для надання допомоги Сомалі в періоди посухи.
Аль-Нагаян є прихильником міжнародно визнаного уряду Ємену після громадянської війни в Ємені та підтримував інтервенцію в Ємені, яку очолювала Саудівська Аравія і підтримував Захід, щоб вигнати бойовиків-хуситів після хуситського перевороту в Ємені. Під час візиту Аль-Нагаяна до Франції в листопаді 2018 року група правозахисників подала позов проти наслідного принца, звинувачуючи його у «воєнних злочинах та співучасті у катуванні та нелюдському поводженні в Ємені». У скарзі, поданій від імені французької правозахисної групи AIDL, сказано: «Саме він наказав здійснити вибухи на території Ємену».
Сполучені Штати

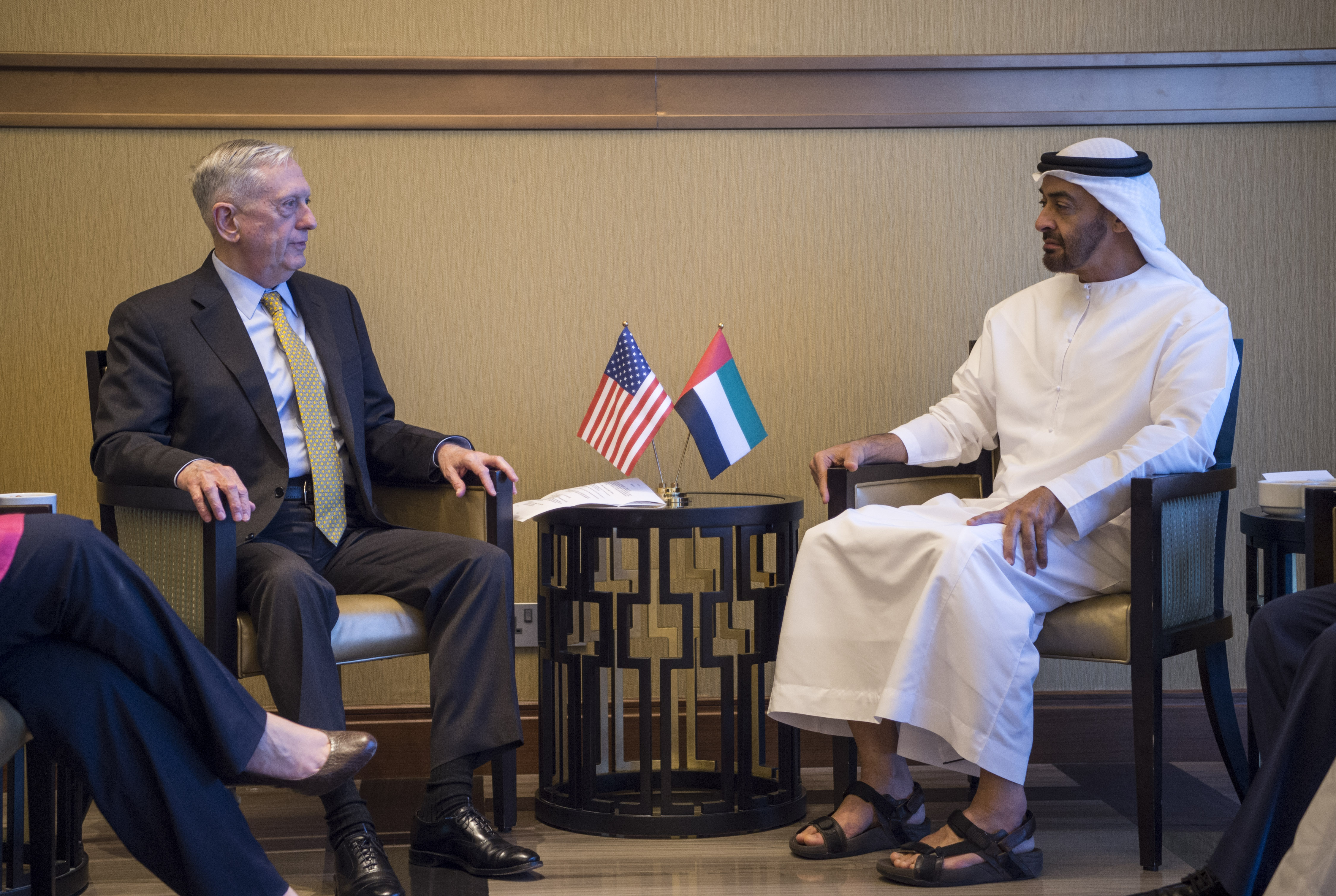
Аль-Нагаян з міністром оборони США Джеймсом Меттісом, Абу-Дабі, лютий 2017

Аль Нагаян вважає Сполучені Штати своїм головним союзником і має міцні відносини з дипломатами Сполучених Штатів, включаючи колишнього міністра оборони США Джеймса Меттіса та колишнього радника з національної безпеки США та експерта з боротьби з тероризмом Річарда Алана Кларка. Як неоплачувані радники, Аль Нагаян консультується з ними та дотримується їхніх порад щодо боротьби з тероризмом та підвищення військової сили та розвідки ОАЕ. Під час адміністрації Обами Аль Нагаян мав спочатку гарні стосунки з адміністрацією, але відносини погіршилися, коли Обама не проконсультувався та не поінформував ОАЕ про ядерну угоду з Іраном. ОАЕ поставили багато на карту, змусивши торговців з Дубая відмовитися від прибуткового бізнесу з Іраном, щоб дотримуватися санкцій. За словами старшого радника Еміратів, «Його Високість відчував, що ОАЕ понесли жертви, а потім були виключені». Аль Нагаян продовжував регулярно спілкуватися з Обамою і давав йому поради. Він попередив його, що запропонований засіб захисту в Сирії — ісламістські повстанці — може бути гіршим за тиранію Асада. Він також закликав Обаму поговорити з росіянами про співпрацю щодо Сирії. Відносини ще більше погіршилися, коли Обама зробив зневажливі коментарі в інтерв'ю The Atlantic у 2016 році, описуючи правителів Перської затоки як «вільних вершників», які «не мають можливості гасити полум'я самостійно». Після обрання Дональда Трампа Аль Нагаян прилетів до Нью-Йорка, щоб зустрітися з командою новообраного президента, і скасував прощальний обід з Обамою.
При зустрічі з Дональдом Трампом Аль Нагаян поділився подібними ідеями щодо Ірану та «Братів-мусульман», хоча Трамп намагався рішуче виступити проти обидвох. У дитинстві батько Аль-Нагаяна Шейх Заїд несвідомо призначив видатного члена «Братів-мусульман» Еззедина Ібрагіма наставником Мохамеда. Його наставник зробив спробу індоктринації, яка мала зворотний результат. Як пояснює шейх Мохамед: «Я араб, я мусульманин і молюся. І в 1970-х і на початку 1980-х років я був одним із них», — сказав принц Мохамед американським дипломатам у 2007 році, щоб пояснити свою недовіру до «Братів-мусульман», про що вони повідомляли в секретній телеграмі, опублікованій WikiLeaks. Він заявив: «Я вважаю, що у цих хлопців є порядок денний». Трамп також поділяв погляди Аль-Нагаяна щодо Катару, Лівії та Саудівської Аравії, навіть з огляду на поради чиновників кабінету чи високопоставлених співробітників національної безпеки. У серпні 2020 року Трамп, Біньямін Нетаньягу та Аль Нагаян спільно оголосили про встановлення офіційних відносин Ізраїль-Об'єднані Арабські Емірати.
Росія
Аль-Нагаян підтримує міцні відносини з Росією та її президентом Путіним, а також виступав посередником у переговорах між Росією та адміністрацією Трампа. У 2016 році Мохаммеда бін Заїда було визнано причетним до російського втручання у президентські вибори в США, де його радник Джордж Надер організував зустріч для нього та наслідного принца Саудівської Аравії Мохаммеда бен Салмана на Сейшельських островах з делегатами США та Росії, включаючи Еріка Принса та Кирила Дмитрієва. 3 червня 2019 року Надера, який лобіював ОАЕ та Саудівську Аравію, заарештували та звинуватили у зберіганні дитячої порнографії. Через рік його засудили до десяти років позбавлення волі за звинуваченням у сексуальних стосунках з дітьми. Аль Нагаян був названий в остаточному звіті спецпрокурора Роберта Мюллера III про ймовірну змову між кампанією Трампа і Росією, після чого слідство прийшло до висновку, що не було змови між зустріччю, яка відбулася з Аль Нагаяном. Міцні стосунки Аль Нагаяна як з Росією, так і зі Сполученими Штатами Америки, а також вплив, який він має на обидві держави, привели до того, що The New York Times назвала його «наймогутнішим правителем арабського світу».
Путін називає Аль-Нагаяна «старим товаришем», а також «великим другом нашої країни, великим другом Росії». Путін і Аль Нагаян регулярно спілкуються один з одним по телефону. Під час офіційного державного візиту в Емірати Путін подарував Аль-Нагаяну російського кречета. ОАЕ також підготували перших двох еміратських астронавтів Хаззу Аль Мансурі та Султана Аль Неяді та успішно запустили першого еміратського та першого арабського астронавта Хаззу Аль Мансурі на Міжнародну космічну станцію за допомогою Росії.
Після того, як Росія вторглася в Україну в 2022 році, Аль Нагаян відмовився розмовляти телефоном з президентом США Джо Байденом, коли останній намагався заручитися міжнародною підтримкою України та заохочувати до збільшення видобутку нафти, щоб стримати сплеск цін на нафту.

#### Туреччина
У серпні 2021 року Мохаммед Аль Нагаян провів переговори з президентом Туреччини Реджепом Тайїпом Ердоганом, щоб обговорити зміцнення відносин між двома країнами. Це сталося після багатьох років підтримки протилежних сторін у регіональних конфліктах, як-от у Лівії. Відносини між двома регіональними суперниками — ОАЕ та Туреччиною — почали покращуватися після падіння Афганістану захопленого керівництвом Талібану та виведення американських військ.

### Атомна енергія
Під керівництвом Аль Нагаяна ОАЕ побудували перший у регіоні мирний ядерний енергетичний реактор — АЕС Барака. ОАЕ та США підписали двосторонню угоду про мирне ядерне співробітництво, яка покращує міжнародні стандарти ядерного нерозповсюдження. Аль-Нагаян відвідував саміти з ядерної безпеки у 2012 та 2014 роках, які приймали Південна Корея та Нідерланди відповідно.

### Релігія в ОАЕ

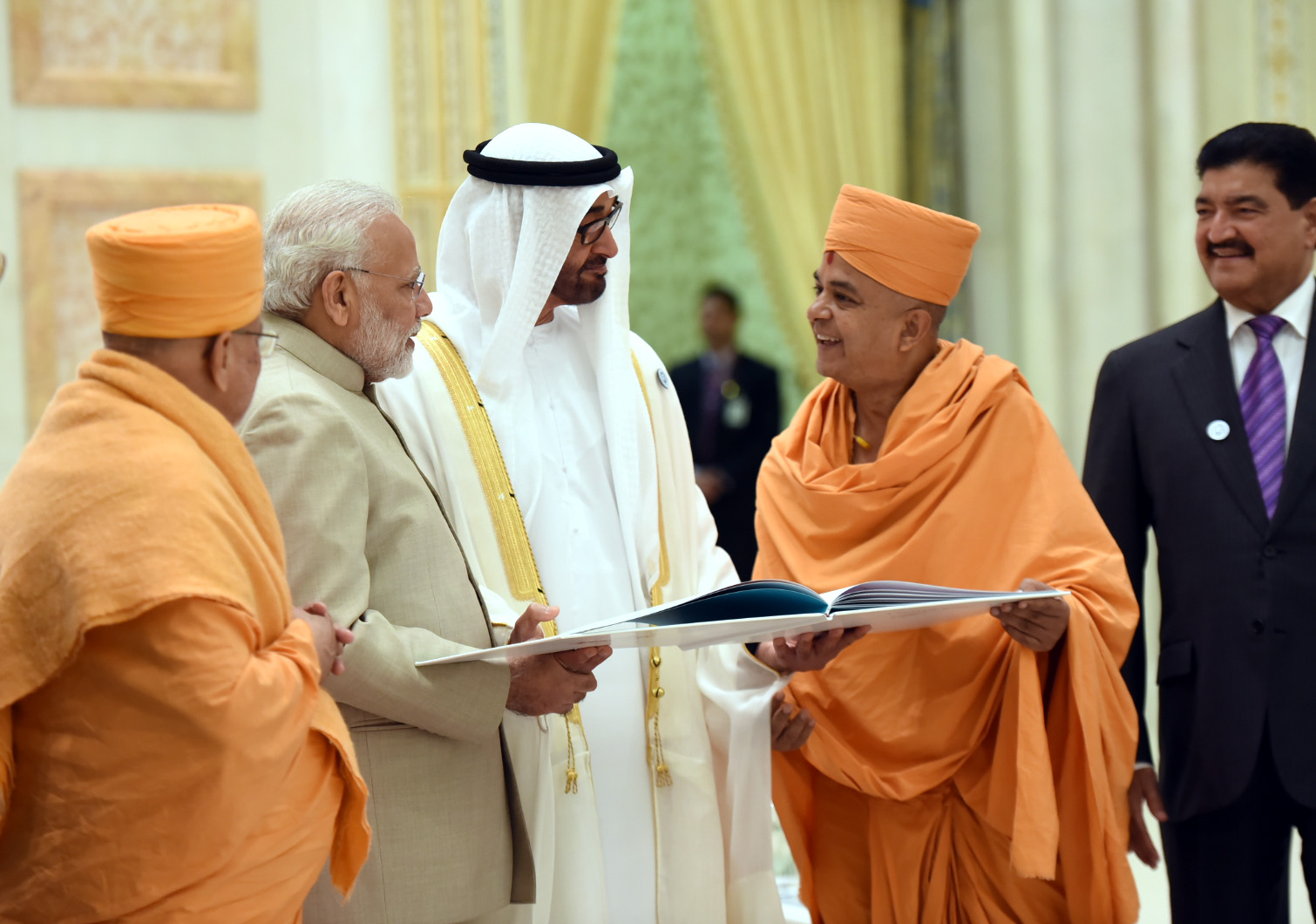
Мохамеду бін Заїду вручають літературу індуїстського храму в присутності прем'єр-міністра Індії Нарендри Моді в Абу-Дабі.

Іслам є офіційною релігією ОАЕ, і існують закони проти богохульства, прозелітизму немусульманами та навернення від ісламу. Конституція ОАЕ гарантує свободу віросповідання, якщо це не суперечить державній політиці або моралі. Уряд ОАЕ суворо контролює і відстежує мусульманські практики. Для проведення лекції Корану або поширення вмісту, пов'язаного з ісламом, потрібен державний дозвіл. Усі імами повинні отримувати свою зарплату від уряду ОАЕ.
Аль Нагаян відвідав Папу Франциска в 2016 році, а в лютому 2019 року він привітав Папу Франциска в ОАЕ, що стало першим візитом Папи на Аравійський півострів. Прибуття Папи Франциска співпало з конференцією під назвою «Глобальна конференція людського братерства». На конференції відбулися доповіді та семінари про те, як виховувати релігійну толерантність. У рамках цього візиту Папа Франциск провів першу папську месу на Аравійському півострові в Заїд Спортс-Сіті, на якій були присутні 180 000 віруючих зі 100 країн, у тому числі 4 000 мусульман.
Мохаммед Бінь Заєд аль Нагаян подорожував по всьому світу, рекламуючи тему ОАЕ 2019 року: Рік толерантності. Він також брав участь у регіональних і глобальних зусиллях з протидії насильницькому екстремізму, розмовляючи з чиновниками в Індії, президентом Єгипту Абдель Фаттахом Ас-Сісі та іншими лідерами про партнерство в таких зусиллях.
У 2019 році був започаткований Глобальний фонд співіснування Заїда, ініціатива, яка викладає принципи та цілі, викладені в Документі людського братерства, підписаному Папою Франциском та д-ром Ахмадом Аль Таїбом, великим імамом Аль-Азхара.

## Внутрішня політика

### Авторитаризм
Політологи характеризують Мохамеда бін Заїда як сильного лідера авторитарного режиму, оскільки в державі немає вільних і чесних виборів, політичні та громадянські права обмежені, свобода слова обмежена, і немає вільних і незалежних ЗМІ. За даними правозахисних організацій Amnesty International та Human Rights Watch, в ОАЕ практикуються катування, свавільні затримання та насильницькі зникнення громадян та мешканців.
Політолог Крістофер М. Девідсон охарактеризував перебування MBZ на посаді фактичного лідера ОАЕ як «помітне та швидке посилення автократичного авторитаризму». Показники демократії показують «недавні та значні зусилля посилити майже всі політичні та громадянські свободи, що залишилися». За словами Андреаса Кріга, політична ідеологія MBZ стверджує, що авторитаризм сильних людей є оптимальною системою управління для ОАЕ. Кріг пише,

MbZ передбачав створення нової близькосхідної держави… Державне управління було б прерогативою автократичного, централізованого правителя, чиї трансакційні відносини з підлеглими мали регулюватися як за допомогою пристосувань, так і репресій. Ідеальний керівник, з точки зору MbZ, контролював сектор безпеки, як військовий, так і правоохоронний, і керував суспільством, звільненим від релігійного консерватизму та уповноваженим капіталістичними ринковими структурами… Держава MbZ все більше виглядала як запекла держава, тобто держава, яку Аюбі визначає як вирішення суспільних вимог за допомогою репресій і сили, а не залучення. Параноя Абу-Дабі з приводу політичного дисидентства ще більше підсилювалася подіями арабської весни, на які MbZ внутрішньо відреагував, ще більше обмеживши свободу слова, думки та зібрань в країні… Запекла держава MbZ виступила проти будь-якої активності громадянського суспільства в країні, яка не контролюється державою.

### Економічна політика
Вчені характеризують ОАЕ за режиму Мохамеда бін Заїда як державу рантьє.
Він очолює Раду з економічного розвитку Абу-Дабі (ADCED) і є заступником голови Управління інвестицій Абу-Дабі (ADIA). Він є головою Mubadala Development Company (державна холдингова компанія Еміратів, яку можна охарактеризувати як суверенний фонд добробуту) та заступником голови Управління інвестицій Абу-Дабі (Суверенний фонд фонд Абу-Дабі). Він очолює Тавазунську економічну раду, раніше відому як бюро компенсаційних програм ОАЕ, засноване в 1992 році, і є головою Департаменту освіти та знань Абу-Дабі, який був створений у 2005 році
Згідно з The Intercept і посилаючись на зламані електронні листи Юсефа Аль Отіаби, американський громадянин Халед Хассен отримав 10 мільйонів доларів у 2013 році за нібито врегулювання тортур після позову, поданого у федеральному суді Лос-Анджелеса проти трьох найвищих членів королівської родини Абу Дабі, включаючи Мохамеда бін Заїда Аль Нагаяна.
У червні 2018 року він затвердив 3-річний пакет стимулів у розмірі 50 мільярдів дирхамів. Він також доручив переглянути будівельні норми, щоб стимулювати розвиток міст.
Він є віце-головою Вищої нафтової ради Національної нафтової компанії Абу-Дабі. Рада є основним органом управління вуглеводневими ресурсами Абу-Дабі.

## Військова практика

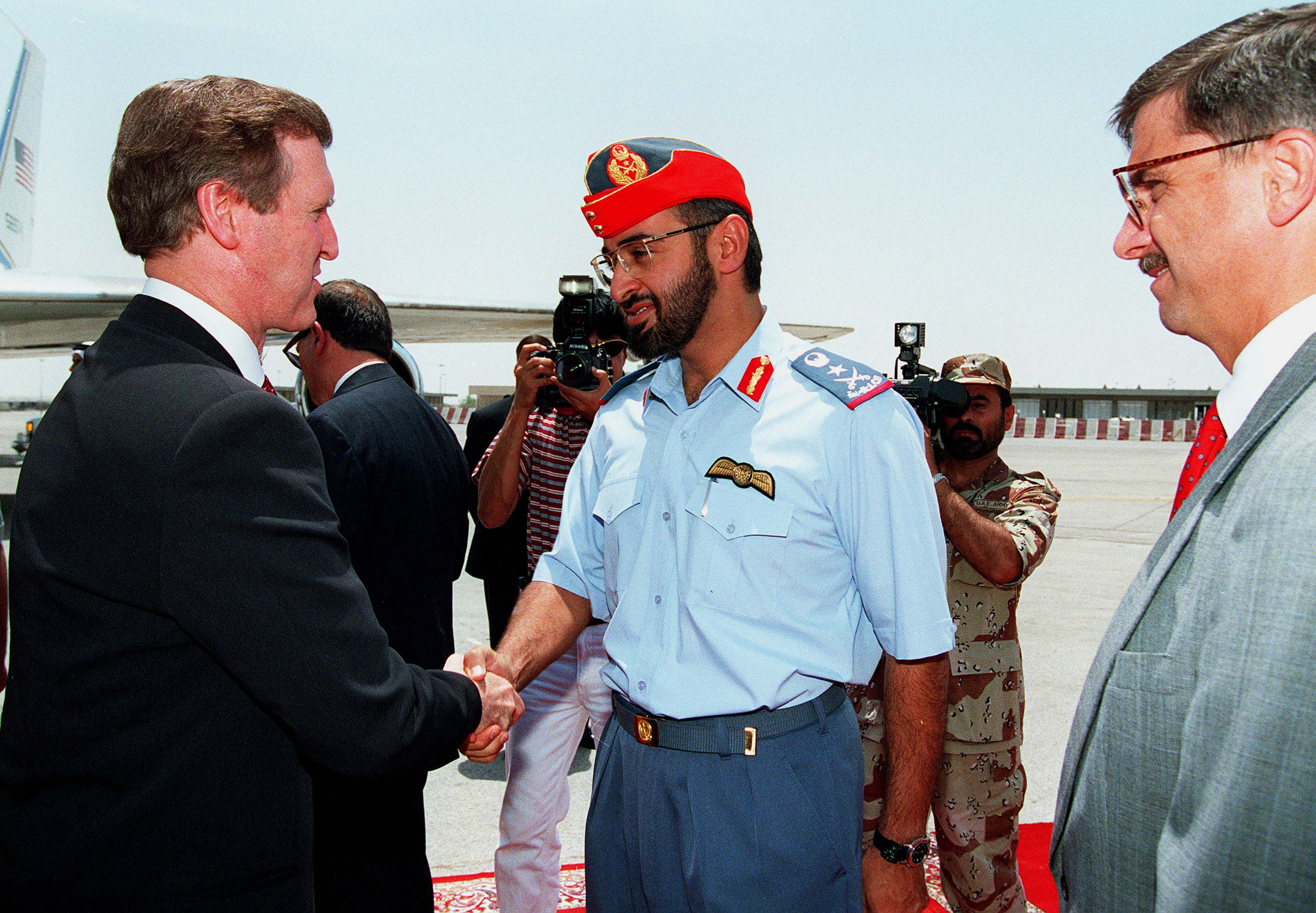
Аль Нагаян як начальник штабу у своїй військовій формі військово-повітряних сил вітає тодішнього міністра оборони США Вільяма С. Коена в Абу-Дабі, 1997 рік.

Аль Нагаян служив офіцером гвардії Амірі (нині відомої як президентська гвардія), пілотом у ВПС ОАЕ, командувачем ВПС та протиповітряною обороною ОАЕ, а також заступником начальника штабу збройних сил. У 2005 році він був призначений заступником верховного головнокомандувача Збройними силами ОАЕ і, відповідно, отримав звання генерал-лейтенанта.
На початку 1990-х років Аль Нагаян сказав Річарду Кларку, тодішньому помічнику держсекретаря, що хоче купити винищувач F-16. Кларк відповів, що може йти мова про F-16A, модель, яку Пентагон продавав американським союзникам. Аль Нагаян сказав, що ні, він хотів нову модель, про яку він читав на Aviation Week, з удосконаленою системою радарів і зброї. Кларк сказав йому, що цієї моделі ще не існує; військові не провели необхідних досліджень і розробок. Аль Нагаян сказав, що ОАЕ оплачуватимуть дослідження та розробки. Подальші переговори тривали роками, і, за словами Кларка, «він отримав кращий F-16, ніж ВПС США».
Мохаммед Бінь Заєд аль Нагаян зробив джиу-джитсу обов'язковим у школах. У 2014 році він започаткував військовий призов, змусивши молодих еміратців витримати рік навчального табору, спочатку керуючи пілотним проєктом у своїй власній родині та змусивши своїх власних дочок брати участь у цьому, змусивши їх витримати навчальний табір. Він запросив генерала Майка Гіндмарша, колишнього голову Австралійського командування спеціальних операцій у відставці, щоб допомогти реорганізувати збройні сили ОАЕ. За даними New York Times, завдяки баченням Аль-Нагаяна, Збройні сили Об'єднаних Арабських Еміратів стали найкраще оснащеними та підготовленими військовими в регіоні, окрім Ізраїлю. Під керівництвом Аль-Нагаяна Збройні сили Об'єднаних Арабських Еміратів також стали називати «Маленькою Спартою» генералом Збройних Сил Сполучених Штатів і колишнім міністром оборони США Джеймсом Меттісом через їхню активну та ефективну військову роль, незважаючи на невелику кількість.
Згідно з дослідженням 2020 року, реформи Аль Нагаяна успішно підвищили ефективність збройних сил ОАЕ.

## Суперечності
17 липня 2020 року французький слідчий суддя був призначений для проведення розслідування проти Мохамеда бін Заїда за «причетність до актів тортур», посилаючись на причетність ОАЕ до громадянської війни в Ємені.  Розслідування було розпочато в жовтні 2019 року після того, як дві скарги були подані проти наслідного принца під час його офіційного візиту до Парижа в листопаді 2018 року. Одна з двох скарг була подана на конституцію громадянської партії шістьма єменцями, які стверджували, що їх катували, били електричним струмом і підпалювали їх тіло сигаретами в єменських центрах ув'язнення, контрольованих збройними силами ОАЕ. У звіті експертів Організації Об'єднаних Націй підкреслюється, що напади очолюваної Саудівською Аравією коаліції, членом якої є ОАЕ, могли бути військовими злочинами, і що сили Еміратів контролювали два центри, де застосовувалися тортури.
У жовтні 2021 року ім'я Мохамеда бін Заїда було зазначено поряд із чотирма іншими чиновниками Еміратів у обвинуваченні Томасу Дж. Бараку, колишньому радникові Дональда Трампа. У липні 2021 року Барак був заарештований американською владою за те, що він не зареєструвався як іноземний лобіст ОАЕ, перешкоджав правосуддю та збрехав слідчим. Пізніше його обвинувальний акт із семи пунктів визначив імена трьох членів королівської сім'ї Еміратів, які були господарями на прийомі Барака в грудні 2016 року. До цього списку увійшли Мохамед бін Заїд, Тахнун бін Заїд та директор еміратської розвідувальної служби Алі Мохаммед Хаммад Аль Шамсі. Двома іншими чиновниками ОАЕ, названими в обвинуваченні, були Абдулла Халіфа Аль Гафлі та Юсеф Аль Отайба. Разом чиновників звинуватили в тому, що вони дали Бараку завдання просувати інтереси Еміратів у США.

## Філантропія

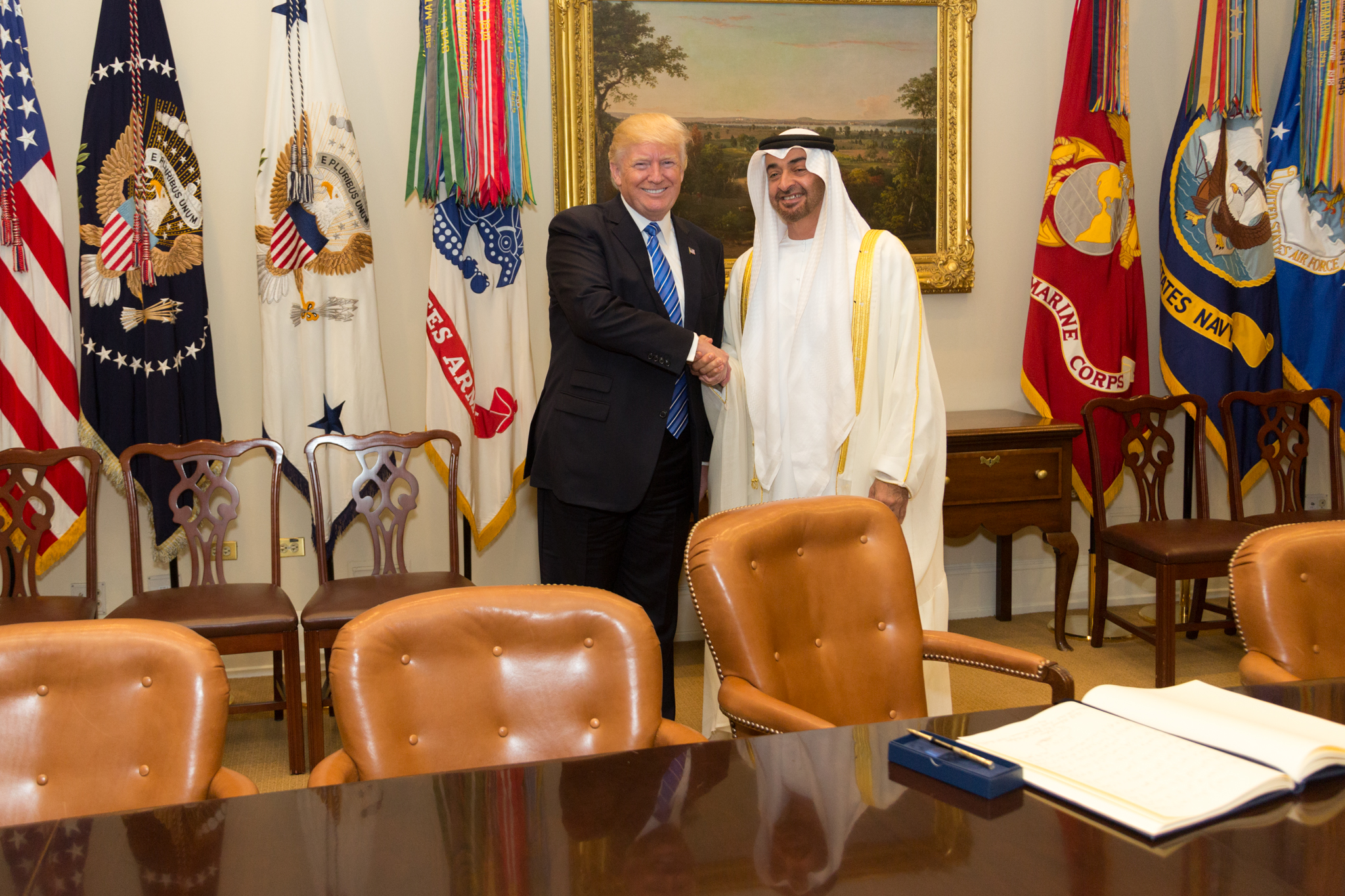
Аль-Нахаян і президент США Дональд Трамп у Вашингтоні, округ Колумбія, травень 2017 року

Мохаммед Бінь Заєд аль Нагаян передав 55 мільйонів дирхамів ОАЕ Глобальній ініціативі ООН по боротьбі з торгівлею людьми, зобов'язавшись зібрати 100 мільйонів доларів для фонду «Досягнення останньої милі», пообіцяв 50 мільйонів доларів на зусилля щодо вакцинації дітей в Афганістані та Пакистані, і вніс 30 мільйонів доларів до Партнерства «Згорнути малярію».
Кафедра Техаського університету наукових і медичних знань у галузі дослідження раку названа на честь Аль-Нагаяна в результаті фінансового гранту для онкологічного центру MD Anderson. Він організовує благодійний марафон Заїда в Нью-Йорку з моменту його інавгурації в 2005 році. Гонка підвищує обізнаність про захворювання нирок, а виручені кошти надходять до Національного фонду нирок США.
Мохамед бін Заїд брав участь у створенні художніх музеїв, таких як Лувр Абу-Дабі в 2017 році і Гуггенхайм Абу-Дабі в 2012 році, а також об'єктів культурної спадщини, таких як Каср Аль-Хосн.
Він брав участь у зусиллях із захисту диких соколів, дрохв та арабського орікса. Він пожертвував 1 мільйон доларів на ініціативу, спрямовану на запобігання загибелі диких птахів через лінії електропередачі, в рамках запуску Фонду збереження рапторів шейха Мохамеда бін Заїда вартістю 20 мільйонів доларів. Він очолює Фонд збереження видів Мохамеда бін Заїда.
Вид лісової ящірки — Enyalioides binzayedi — був названий на його честь як творця Фонду збереження видів Мохамеда бін Заїда, який надав фінансову підтримку експедиціям, що привели до відкриття виду в національному парку Кордильєра Азул у Перу.
У 2017 році на його честь названо рідкісний і величний вид клена. Acer binzayedii зустрічається в гірському хмарному лісі Халіско в Західній Мексиці.

## Особисте життя
Аль Нагаян одружений з шейхою Салама бінт Хамдан бін Мохаммед Аль Нагаян. Вони одружилися в 1981 році У них дев'ятеро спільних дітей, четверо синів і п'ять дочок.
Його діти:
- Шейха Маріам бінт Мохамед бін Заїд Аль Нагаян
- Шейх Халед бін Мохамед бін Заїд Аль Нагаян
- Шейха Шамса бінт Мохамед бін Заїд Аль Нагаян
- Шейх Теаб бін Мохамед бін Заїд Аль Нагаян
- Шейх Хамдан бін Мохамед бін Заїд Аль Нагаян
- Шейха Фатіма бінт Мохамед бін Заїд Аль Нагаян
- Шейха Шамма бінт Мохамед бін Заїд Аль Нагаян
- Шейх Заїд бін Мохамед бін Заїд Аль Нагаян
- Шейха Хасса бінт Мохамед бін Заїд Аль Нагаян[26]

Будучи фанатом соколиного полювання протягом усього свого життя, він заснував Школу соколиної полювання та фізіогномії в пустелі Мохамеда бін Заїда з метою популяризації та підтримки стародавньої традиції, навчаючи її новим поколінням жителів Еміратів. Сам він навчився цієї практики від свого покійного батька.

## Відзнаки
- Бразилія: кавалер Орден Південного Хреста, нагороджений президентом Бразилії Жаїром Болсонару (12 листопада 2021 р.).[123]
- Марокко: медаль Орден Мухаммеда, нагороджений Королем Марокко Мухаммедом VI (17 березня 2015 р.).[124]
- Іспанія: Кавалер Великого хреста Ордена громадянських заслуг, нагороджений королем Іспанським Хуаном Карлосом I (23 травня 2008 р.).[125]
- Велика Британія: Почесний лицар Великого хреста Ордена Святого Михаїла і Святого Георгія (GCMG) нагороджений Королевою Сполученого Королівства Єлизаветою II (2010).[126]

### Місце, назване на його честь
У квітні 2021 року платна дорога Джакарта-Чікампек в Індонезії була перейменована на Скайвей Шейха Мохамеда бін Заїда (Jalan Layang Mohamed bin Zayed) за розпорядженням секретаря президента Індонезії.